# Agrippina Minor Iulia
Agrippina Minor Iulia (n. 7 noiembrie 15 – d. martie 59) a fost a patra soție a împăratului roman Claudius, unchiul ei.
A fost fiica lui Germanicus și a Agrippinei Maior, sora lui Caligula, strănepoata lui Augustus, nepoata lui Marcus Agrippa, nepoata și soția lui Claudius și mama împăratului Nero. S-a născut în Opidum Ubïorum, numit mai târziu în cinstea ei Colonia Agrippinensis (astăzi Köln). A fost exilată (39-41) pentru conspirație împotriva lui Caligula. Primul ei soț, Cnaeus Domitius Ahenobarbus, a fost tatăl lui Nero. Acuzată de otrăvirea celui de-al doilea soț (49), s-a căsătorit cu unchiul ei, pe care l-a convins să-l adopte pe Nero (născut în anul 37) ca moștenitor, în locul propriului său fiu Britannicus. Sprijinită de libertul Pallas, de Burrus și Seneca, obține în anul 50 titlul de augusta. I-a otrăvit pe rivalii fiului ei și, în 54, când Claudius a murit, a fost bănuită că l-ar fi otrăvit și pe el. A devenit regentă când Nero a preluat tronul la 16 ani, dar și-a pierdut treptat puterea. Nero a încercat să o omoare când ea s-a opus uneia dintre aventurile lui, iar în final a ordonat uciderea ei la reședința acesteia de la țară.

## Galerie de imagini

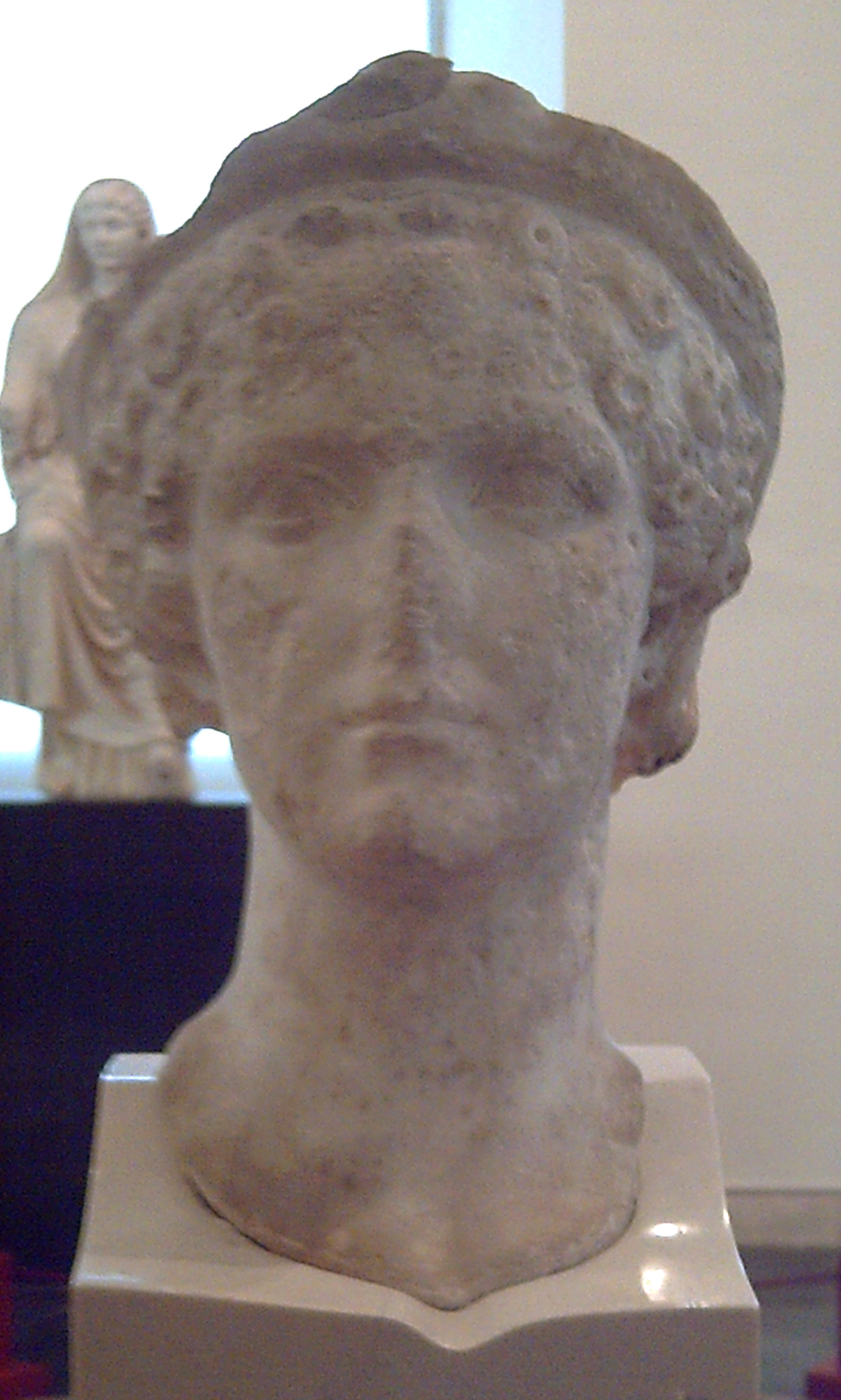
Agrippina Minor Iulia
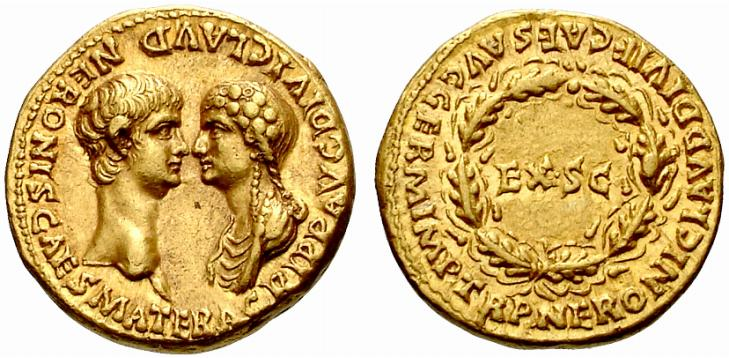
Aureus emis sub Nero, în 54, la Lugdunum, azi Lyon; avers, capetele confruntate; stânga: capul lui Nero spre dreapta și capul Agrippinei spre stânga; circular: AGRIPP AVG DIVI CLAVD NERONIS CAES MATER; revers, circular: NERONI CLAVD DIVI F CAES AVG GERM IMP TR P, în centru, într-o cunună de stejar: EX • SC